# Viti Levu
Viti Levu è la più grande delle isole che compongono l'arcipelago delle Figi.

## Geografia
Viti Levu ha una superficie di 10.531 km² il che la pone al 75º posto tra le più grandi isole del mondo.
Nell'isola è presente la capitale delle Figi, Suva, di quasi 100.000 abitanti. Con una popolazione di circa 580.000 abitanti Vitia Levu ospita quasi i tre quarti della popolazione dell'intero Stato.
L'isola è attraversata da una catena montuosa da nord a sud che raggiunge la massima elevazione dell'arcipelago nel monte Tomaniivi (Monte Victoria) che raggiunge i 1324 metri di altezza.
La parte orientale dell'isola è molto piovosa grazie agli alisei ed è coperta da fitte foreste.
La parte occidentale riceve molto meno piogge ma sufficienti alla coltura principale della canna da zucchero. 
L'allevamento bovino è molto diffuso nella parte occidentale.

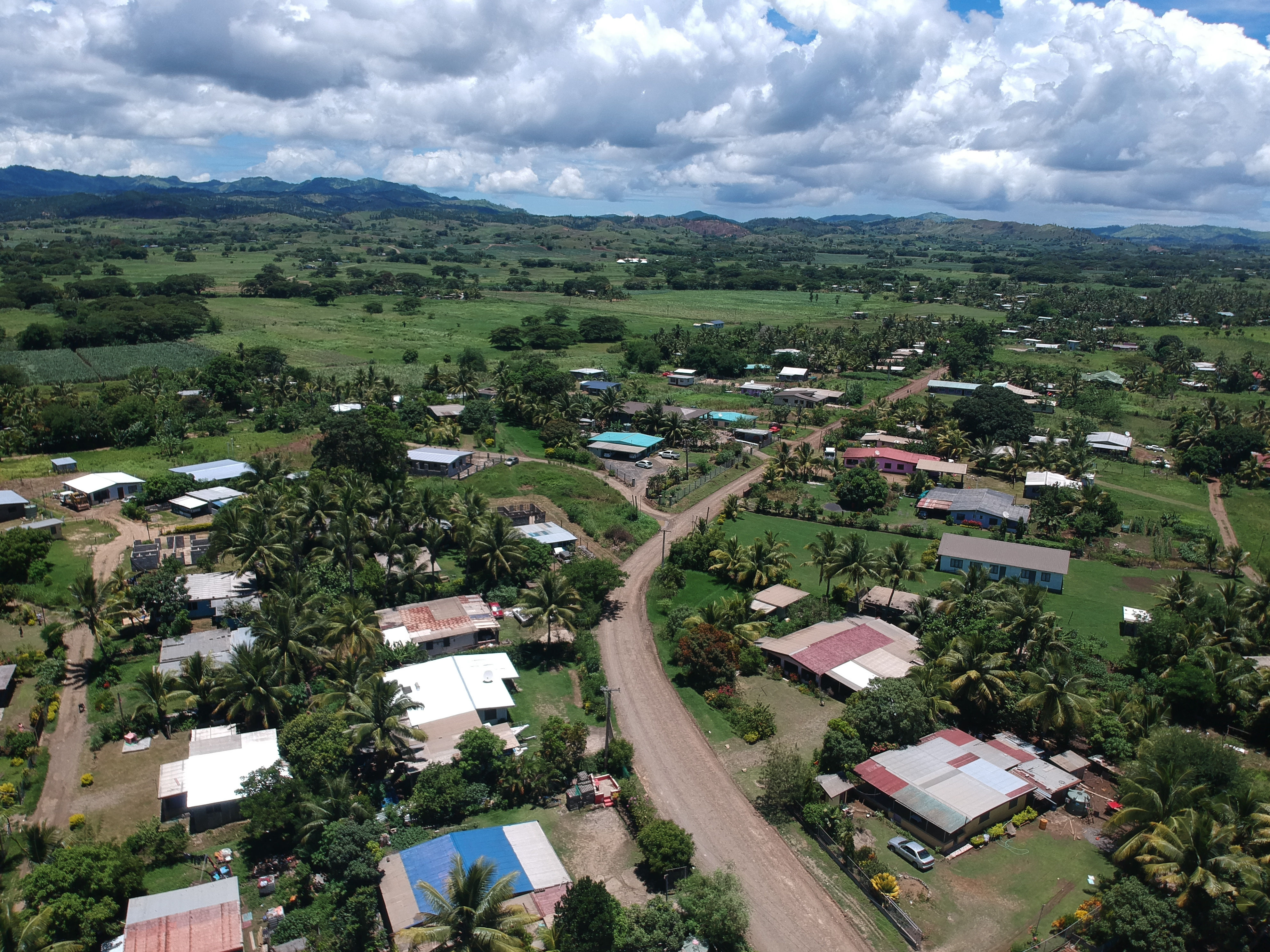
Viti Levu Ovest : Korovuto

Numerose sono le località turistiche dell'isola servite dell'aeroporto internazionale di Nadi.
Viti Levu ospita una specie endemica di insetto, il cerambice gigante delle Figi (Xixuthrus heros), che è uno degli insetti più grandi al mondo.